# Ken Gray
Kenneth Francis Gray (* 24. Juni 1938 in Porirua, Neuseeland; † 18. November 1992 in Plimmerton, Neuseeland) war ein neuseeländischer Rugby-Union-Nationalspieler auf der Position des Pfeilers und nach seiner aktiven Rugbylaufbahn Lokal- und Regionalpolitiker im Umland von Wellington.

## Leben
Gray besuchte als Schüler das Wellington College, wo er jedoch nie für die erste Rugbymannschaft der Schulauswahl spielte. Nach der Schule wurde er hauptberuflicher Landwirt in den nordwestlichen Vororten der neuseeländischen Hauptstadt Wellington.
Seine Rugbykarriere begann er Mitte der 1950er Jahre bei dem Verein Paremata RFC. 1958 wurde er für die zweite Mannschaft des Provinzverbandes Wellington RFU nominiert. Ein Jahr später ging er zum Verein Petone RFC, bei dem er 1960 den Sprung in die erste Mannschaft der Wellington RFU schaffte.
1961 wechselte er von der Position des Zweite-Reihe-Stürmers in die erste Sturmreihe, wo er von nun an als Pfeiler spielte. Auf seiner neuen Position konnte er so überzeugen, dass er 1963 sein erstes von insgesamt sechs Spielen für die Rugbyauswahl der neuseeländischen Nordinsel absolvierte, sowie in den Kader der Nationalmannschaft Neuseelands (All Blacks) für die anstehende Europatour berufen wurde. Er konnte sich dort neben Wilson Whineray als Stammspieler in der ersten Reihe etablieren und spielte während der Europatour in allen fünf angesetzten Länderspielen gegen England, Frankreich, Irland (Länderspieldebüt), Schottland und Wales. Die All Blacks verloren keines der Länderspiele, kamen gegen Schottland jedoch nicht über ein 0:0-Unentschieden hinaus, was ihnen den ersten Grand Slam ihrer Geschichte verwehrte.
Des Weiteren erlangte er mit Wellington vor der Nationalmannschaftstour den Ranfurly Shield gegen die Auckland RFU. Jedoch konnte man die Trophäe kein einziges Mal verteidigen und verlor gleich in der ersten Herausforderung gegen den Lokalrivalen Taranaki.
1964 spielte Ken Gray in allen drei Spielen gegen Australien (Wallabies). Da die All Blacks zwei Spiele gewinnen konnten, verteidigten sie den Bledisloe Cup erfolgreich. Im selben Jahr wurde er zum Kapitän der Wellingtoner Mannschaft ernannt. Mit ihr scheiterte er 1964 und 1965 in Spielen um den Ranfurly Shield zweimal am Titelverteidiger Taranaki. Bei der Tour der Südafrikaner (Springboks) im Jahr 1965 in Neuseeland sowie bei der Tour der British and Irish Lions 1966 spielte er wieder jeweils in allen vier Länderspielen, die alle gewonnen wurden. Außerdem führte er seine Provinz als Kapitän zu Siegen gegen die Springboks und Lions. In den Jahren 1967–1969 scheiterte er mit Wellington beim Ranfurly Shield mehrmals am damaligen Titelverteidiger Hawke’s Bay.
Aufgrund seiner Einstellungen gegen die Apartheid in Südafrika weigerte er sich, an der Tour der All Blacks im Jahr 1970 zum Kap teilzunehmen. Dies verursachte so viele Streitigkeiten mit der New Zealand Rugby Football Union (NZRFU), dem neuseeländischen Rugbyverband, dass er noch 1969 mit nur 31 Jahren komplett vom Rugbysport zurücktrat. 1981 beteiligte er sich aktiv an der Protestbewegung gegen die Tour der Springboks durch Neuseeland.
Nach seiner Rugbylaufbahn ging Gray in die Lokalpolitik. Er wurde 1971 ein Kreisrat für das Hutt County und 1973 ein Stadtrat in Porirua. Später wurde er noch in das Hutt Valley Energy Board und in den Wellingtoner Regionalrat gewählt, wo er bis zu seinem unerwarteten Tod durch einen Herzinfarkt 1992 saß. Kurz vor seinem plötzlichen Tod stellte ihn die Labour Party noch als Kandidaten für die Parlamentswahlen 1993 im Wahlkreis Western Hutt auf.
Der Petone Rugby Club, wo er bis zu seinem Karriereende gespielt hatte, schuf zu seinem Andenken 1996 die Ken Gray Academy, um junge Rugbytalente zu fördern. Im gleichen Jahr wurde das Ken Gray Education Centre in einer umgewandelten Schafscheune auf der Battle Hill Forest Farm errichtet.